# استقلال البرازيل

إعلان استقلال البرازيل من قِبل الأمير بيدرو، في 7 سبتمبر 1822

إعلان استقلال البرازيل هي سلسلة تشمل من الأحداث السياسية التي جرت ما بين 1821-1825، والتي تضمّنت أغلبها النزاعات بين البرازيل و‌البرتغال بخصوص طلب الاستقلال المقدّم من طرف المملكة البرازيلية.
بعد رجوع العائلة المالكة إلى البرتغال وتم تعيين بيدرو الأول نائب الملك في البرازيل بعد رفضه البرتغال من قبل ملك جواو السادس الذي عاد إلى مملكته السابقة، جزر كورتيس البرتغال من طبقة نبلاء البرازيل أصبحوا يطلبوا برجوع الأمير الملكي إلى البرتغال ورجوع البرازيل إلى وضعها السابق أي مستعمرة رفض أمير بيدرو ذلك، أعلن نفسه إمبراطوراً في 12 أكتوبر 1822، رفض والده الملك جواو السادس الإعتراف به لأن خسارة البرازيل يعني خسارة معظم الاقتصاد، ولكن بضعظ من حليفة البرتغال «بريطانيا العظمى» اعترفت البرتغال من خلال معاهدة ريو دي جانيرو عام 1825 واحتفظ جواو بلقب ملك البرازيل إسمياً ولكن بيدرو إمبراطوراً في الواقع، ولكن هذا الوضع انتهى بوفاة جواو السادس في مارس 1826.

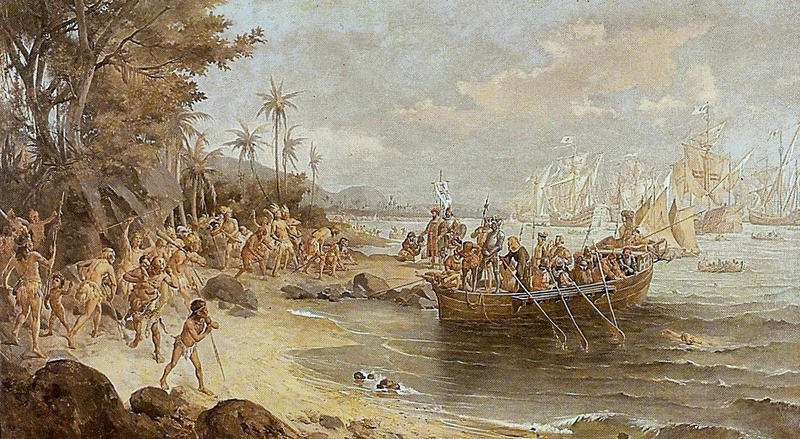
إنزال بيدرو ألفاريس كابرال في البرازيل، أمريكا الجنوبية، 1500

## خلفية

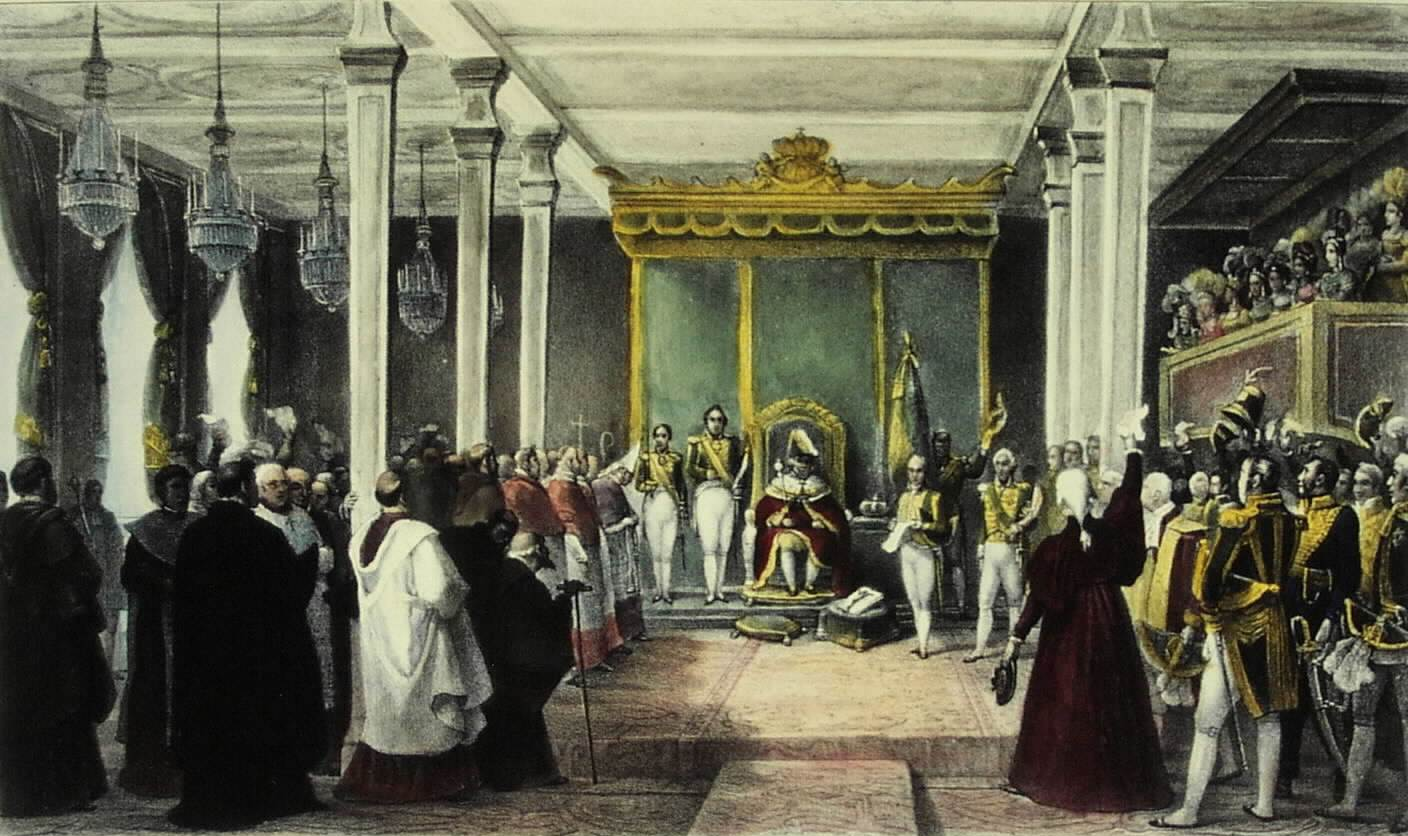
مراسم ترحيب للملك جون السادس ملك المملكة المتحدة الجديدة للبرتغال والبرازيل والغارف في ريو دي جانيرو ، العاصمة المؤقتة، البرازيل، 6 فبراير 1818.

الأرض التي هي الآن البرازيل طالبت بها مملكة البرتغال في إبريل عام 1500، حين وصل إليها الأسطول البرتغالي بقيادة بيدرو ألفاريز كابرال. لاقى البرتغاليون السكان الأصليين منقسمين في عدة قبائل تتشارك منطقة واحدة وتتنازع عليها، وكان أغلبها يستعمل عائلة اللغات التوبية الغورانية. جلب البرتغاليون أمراضًا عديدة –كما حصل من الإسبانيين في مناطقهم بأمريكا الشمالية– لم يكن للسكان الأصليين مناعة تحميهم منها، فمات منهم عشرات آلاف بالجدري والسل والإنفلونزا والحصبة.
تأسست أول مستوطنة في عام 1532، لكن الاستعمار لم يبدأ فعلًا إلا في عام 1534، حين قسم جواو الثالث (ملك البرتغال) المنطقة إلى 15 رئاسة وراثية. لكن هذا التقسيم كان مشكِلًا، فعيّن الملك في عام 1549 حاكمًا عامًّا لإدارة المستعمرة كلها. استوعب البرتغاليون بعض القبائل الأصلية، في حين تلاشت بقيتهم إما بحروب طويلة وإما بأمراض أوروبية لم يكن لهم دونها مناعة.

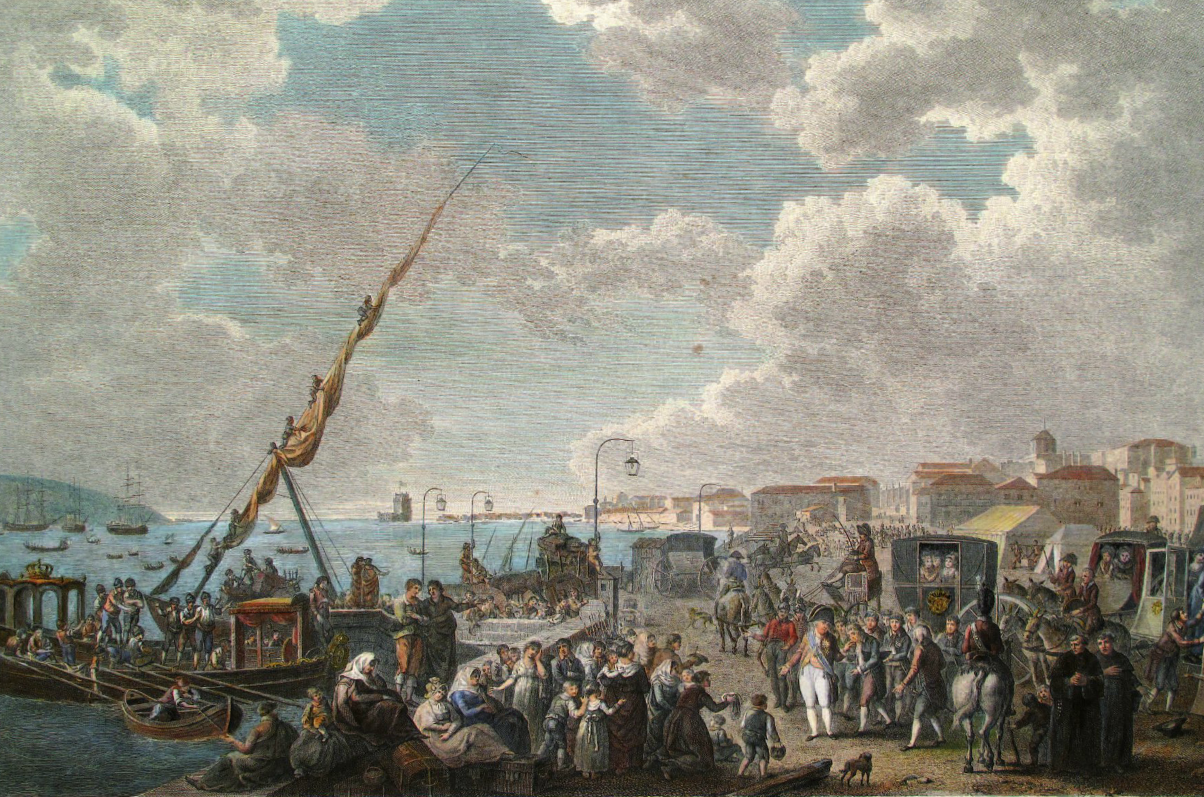
رحيل العائلةمملكة البرتغال لبیت براغانزا إلى المنفى في البرازيل في 29 نوفمبر 1807 تحت ضغط الإمبراطور الفرنسي نابليون الأول.

بحلول منتصف القرن السادس عشر كان السكّر قد صار أهم صادرات البرازيل، لارتفاع طلبه عالميًّا. لاستغلال هذا الوضع، جُلب بحلول عام 1700 أكثر من 963 ألف عبد إفريقي عبر المحيط الأطلسي للعمل في مزارع البرازيل. حتى ذلك التاريخ كان الأفارقة المجلوبين إلى البرازيل وحدها أكثر مما جُلب إلى أي مكان آخر في الأمريكتين معًا (نصف الكرة الأرضية الغربي).
وسع البرتغاليون منطقتهم شيئًا فشيئًا بمحاربتهم الفرنسيين، حتى امتدت جنوبًا فاستحوذوا على ريو دي جانيرو في عام 1567، وشمالًا فاستحوذوا على ساو لويز في عام 1615. أرسلوا حملات إلى شمال غرب أمريكا الجنوبية، عند غابات حوض نهر الأمازون المطيرة، وهاجموا معاقل خصومهم من الإنجليزيين والهولنديين، وأسسوا قرى وحصونًا بدءًا من عام 1669. وفي عام 1680 وصلوا إلى أقصى الجنوب الغربي، فأسسوا سكرامنتو على ضفة ريو دي لا بلاتا، في منطقة باندا أورينتال (أوروغواي حاليًّا).

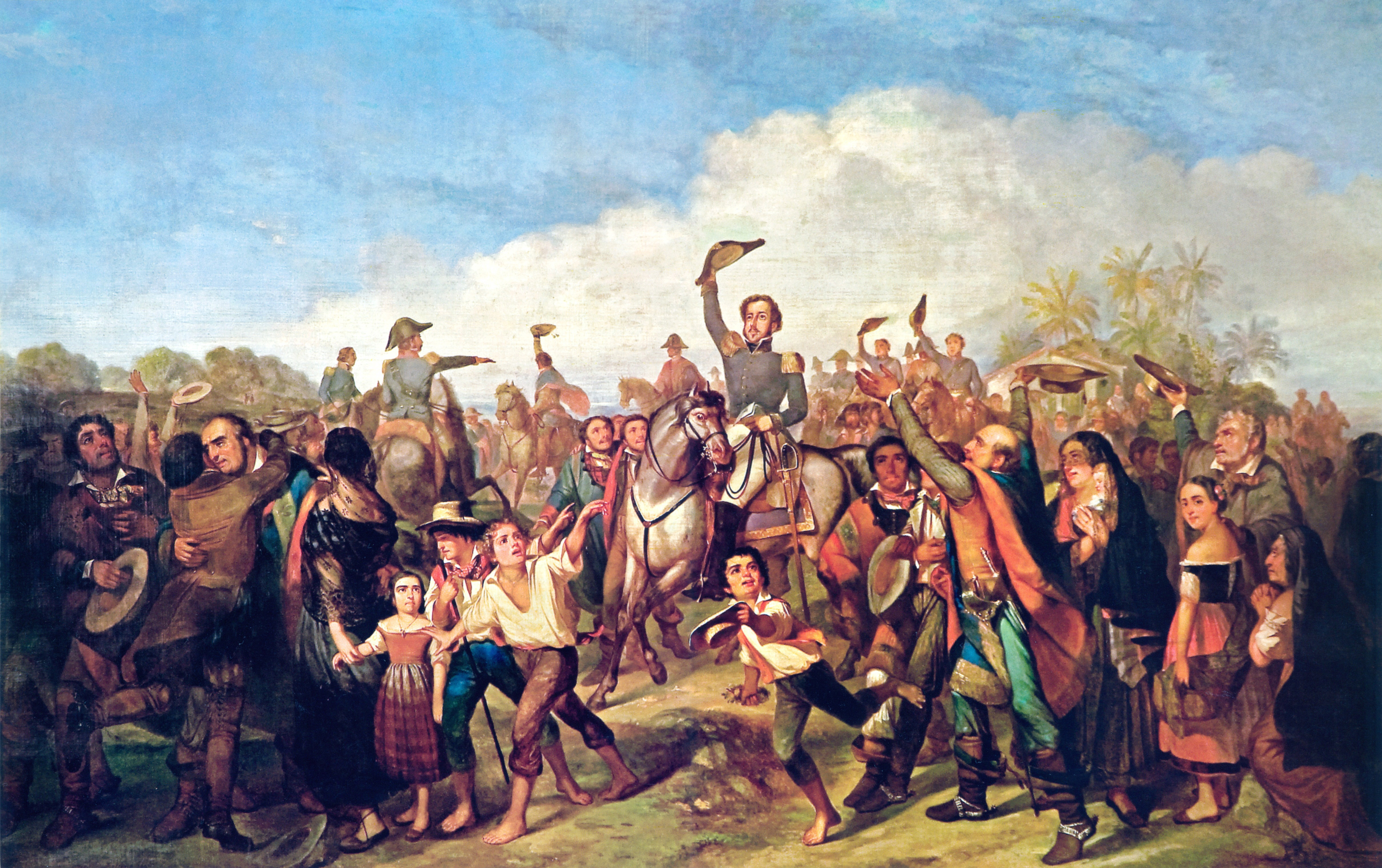
الأمير بيدرو محاطًا بحشد مبتهج في ساو باولو بعد تقديم خبر استقلال البرازيل في 7 سبتمبر 1822

في آخر القرن السابع عشر بدأت صادرات السكر تقل، لكن الذي نجّى المستعمرة من الانهيار هو اكتشاف الذهب في تسعينيات ذلك القرن، على يد مستكشفين في المنطقة التي سُميت لاحقًا مَيناس غرايس (المناجم العامة) في ماتو غروسو بولاية غوياس. انصب المهاجرون على المناجم من كل أنحاء البرازيل، بل من البرتغال نفسها، وكانت بداية «حمّى ذهب».
حاول الإسبانيون منع التوسع البرتغالي في أراضيهم إلى الشمال الغربي والغرب والجنوب الغربي والجنوب الشرقي، بموجب تقسيم معاهدة توردسيلاس (1494) للعالم الجديد والأمريكتين، الذي وضعه بابا روما وأسقفها الإسكندر السادس (حياته: 1431-1503. مدة انشغاله بالباباوية: 1492-1503)، ونجحوا في غزو منطقة باندا أورينتال في عام 1777. لكن ذهب كل ذلك الجهد هدرًا حين أكدت معاهدة سان ألديفونسو، التي أُبرمت في العام نفسه، سيادة البرتغال على كل الأراضي التي استحوذت عليها في توسعها، فتأسس بذلك معظم الحدود البرازيلية الجنوبية الشرقية الحالية.
عندما غزا الفرنسيون البرتغال في عام 1807 تحت قيادة الإمبراطور نابليون الأول، فر آل براغانزا (الأسرة الملكية البرتغالية) إلى البرازيل عبر المحيط الأطلسي، بمساعدة البحرية الملكية البريطانية، واتخذوا من ريو دي جانيرو عاصمة فعلية للبرتغال والبرازيل والإمبراطورية البرتغالية أثناء الحروب النابليونية العالمية الناجمة (1803-1815). كان لهذا أثر جانبي في البرازيل: استلزم كثيرًا من مؤسساتها أن تستقل، وأن تُمنح حرية التجارة  الدول الأخرى.
بعد هزيمة الجيش الفرنسي النابليوني الإمبراطوري أخيرًا في واترلو بيونيو عام 1815، أراد الملك جواو السادس الحفاظ على العاصمة في البرازيل وتبديد مخاوف سكانها من عودة الوضع الاستعماري، فرقّى البرازيل ومنحها المساواة شرعيًّا، لتصبح جزءًا لا يتجزأ من مملك البرتغال والبرازيل والغرب، بدل كونها مجرد مستعمرة؛ وأرسل ابنه الأمير الدون بيدرو ليكون وصيًّا عليها، وبقي الوضع هكذا سبع سنين.